# Acronyches
Acronyches is een vliegengeslacht uit de familie van de roofvliegen (Asilidae).

## Soorten
- A. alexanderi Papavero, 1971
- A. fenestratulus Hermann, 1921
- A. geosarginus Papavero, 1971
- A. imitator Hermann, 1921
- A. maya Martin, 1968
- A. meruuna Papavero, 1971
- A. plutactites Papavero, 1971
- A. rarus Martin, 1968
- A. westcotti Martin, 1968
- A. willistoni Hermann, 1921